# 21454 Чернобі
21454 Чернобі (21454 Chernoby) — астероїд головного поясу, відкритий 20 квітня 1998 року.
Тіссеранів параметр щодо Юпітера — 3,175.